# Mörderspiel
Mörderspiel ist ein deutsch-französischer Spielfilm von Helmut Ashley. Der Film basierte auf einer Romanvorlage von Max Pierre Schaeffer und wurde 1961 in Schwarzweiß gedreht. 

## Handlung
Klaus Troger führt ein Doppelleben: Aus Frauenhass begeht der erfolgreiche Modeschöpfer Morde an Damen der besten Gesellschaft. Seine Ehe mit Eva besteht nur noch auf dem Papier. Sie betrügt ihn seit längerem mit dem gut aussehenden Geschäftsmann Dahlberg. 
Erneut hat Troger einen Mord begangen. Unweit des Tatortes wird Troger von Kersten, einem alten Bekannten, gesehen. Dieser überredet ihn, mit auf eine Party zu kommen, die von dem reichen Industriellen Hauser gegeben wird. Troger hat immer noch den Wohnungsschlüssel bei sich, dessen Anhänger mit einer Spieluhr ausgestattet ist. Er versucht den Schlüssel loszuwerden, was ihm aber nicht gelingt.
Auf der Party, an der auch seine Frau und ihr Liebhaber Dahlberg teilnehmen, versucht Troger, Kersten als lästigen Zeugen loszuwerden. Dazu soll ihm das  „Mörderspiel“, das auf der Feier gespielt wird, die Gelegenheit bieten. Das Licht wird gelöscht und ein Gast, der zuvor durch ein Los als „Mörder“ bestimmt wurde, muss einen der Anwesenden „umbringen“. Von einem ebenfalls ausgelosten „Detektiv“ muss der „Mörder“ nun durch gezielte Fragen ermittelt werden. Zunächst nimmt alles seinen gewohnten Gang, bis einer der Spieler tatsächlich tot am Boden liegt. Doch es handelt sich nicht um Kersten, sondern um Dahlberg, den Troger im Dunkeln verwechselte: Wie Kersten trägt er eine Nelke im Knopfloch, die ihm ausgerechnet Trogers Ehefrau kurz zuvor ans Revers geheftet hatte. 
Nach dem Mord trifft die Polizei ein und befragt nacheinander die Partygäste. Kersten wird sehr unruhig, da er sich das Auto seines Chefs ohne dessen Erlaubnis ausgeborgt hatte. Er will fliehen. Troger bietet ihm seine Hilfe an und sorgt dafür, dass Kersten bei seinem Fluchtversuch vom Hochhaus stürzt. Der Fall scheint nun geklärt: Die Polizei hält Kersten für Dahlbergs Mörder. Troger wähnt sich in trügerischer Sicherheit. 
Als die letzten Partygäste jedoch das Haus verlassen wollen, verwechselt der angetrunkene Dr. Rosen seinen Mantel mit dem von Troger. Als er den Irrtum bemerkt, wirft er Troger dessen Mantel zu. Dabei fällt der Wohnungsschlüssel des letzten Mordopfers aus der Manteltasche und die Spieluhr springt an. Kommissar Ullmann präsentiert ihm den Zweitschlüssel der Wohnung, der über eine entsprechende Spieluhr verfügt. Troger ist nun als Mörder entlarvt.

## Hintergrund
Die Dreharbeiten wurden in den Monaten Juli und August des Jahres 1961 im Bavaria-Atelier in München-Geiselgasteig durchgeführt. Am 19. Oktober 1961 fand die Uraufführung im Düsseldorfer Filmtheater Savoy statt.
Die französischen Darsteller mussten nachträglich synchronisiert werden. Magali Noël wurde von Rosemarie Fendel gesprochen, Georges Rivière von Jan Hendriks.

## Kritiken
- „Modernistisch fotografiertes Kriminalstück. Dank seiner Bildgestaltung (Sven Nykvist) weit über dem deutschen Durchschnitt.“[3]